# Bürgerhaus Oststadt

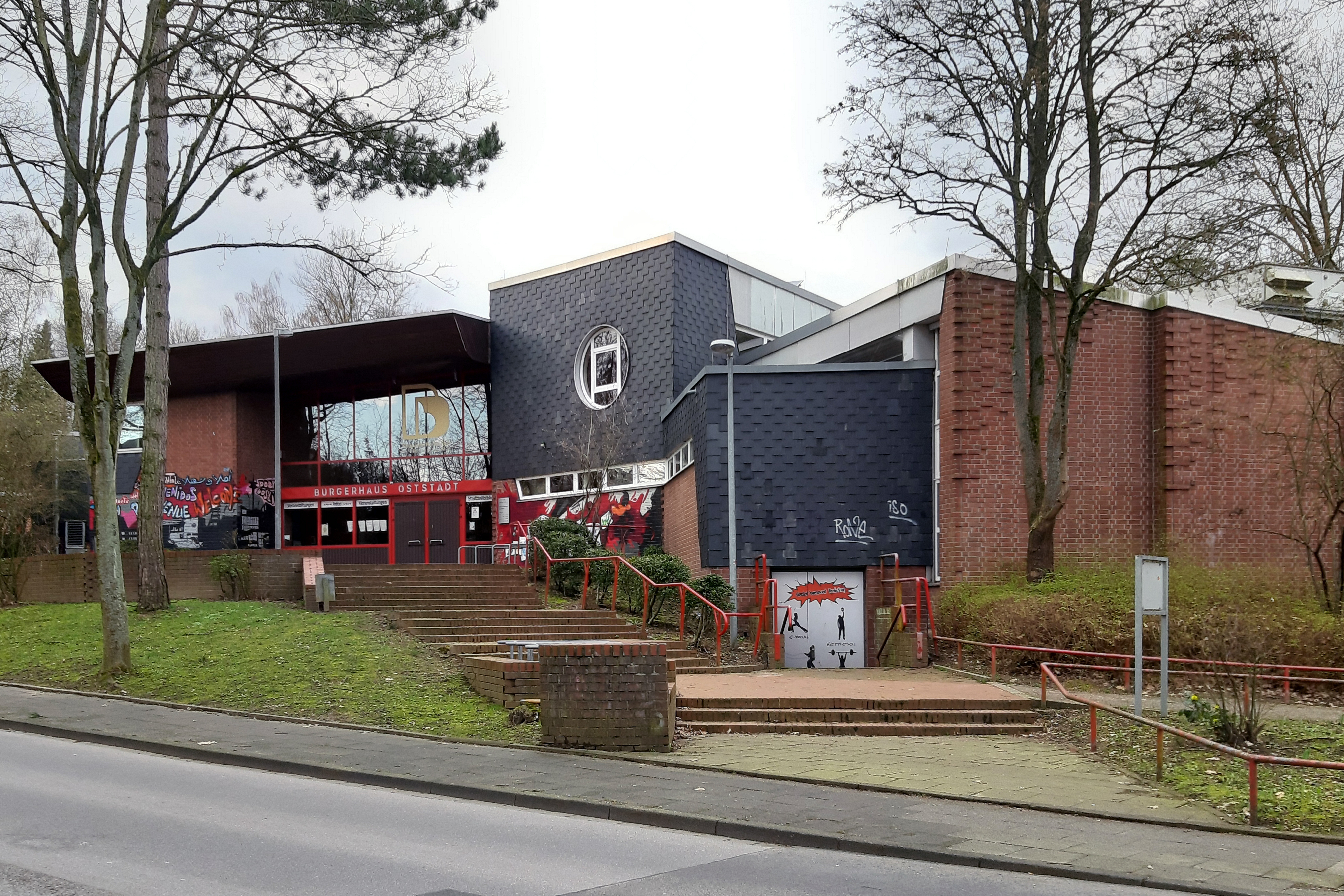
Bürgerhaus Oststadt 2020

Das Bürgerhaus Oststadt im Essener Stadtteil Freisenbruch ist ein unter Denkmalschutz stehendes Kulturzentrum und Treffpunkt für die Bürger des Stadtteils.

## Charakter
Das zuvor überwiegend von den Bürgern des Wohnquartiers Bergmannsfeld geforderte Bürgerhaus, als gemeinsames Kulturzentrum und Ort des Austausches, war das erste seiner Art in Nordrhein-Westfalen. Es befindet sich westlich des Bergmannsfelds, steht jedem offen und bietet hauptsächlich soziale Angebote für alle Altersgruppen. Zudem beherbergt es einen Veranstaltungssaal für 350 Personen mit Bühne und eine Zweigstelle der Essener Stadtbibliothek.

## Geschichte
Der im Jahr 1927 in Berlin geborene Architekt Friedrich Mebes hatte 1969 den ausgeschriebenen Architekturwettbewerb gewonnen. Das von ihm entworfene Bürgerhaus Oststadt gilt heute als Musterbeispiel Organischer Architektur. Daher erhielt es im Europäischen Kulturerbejahr 2018 die Auszeichnung und die Plakette Big Beautiful Building (BBB). Außen wie innen gibt es sichtbares Ziegelmauerwerk und Klinkerböden, um den Kontrast von drinnen und draußen gering zu halten. Treppengeländer sowie Fenster- und Türrahmen erhielten ein einheitliches Rot. Die Deckenverkleidung wurde in Holz ausgeführt und ist heute denkmalgeschützt.
Die Grundsteinlegung fand Anfang Dezember 1973 statt, die Einweihung folgte im März 1976. Nach aufwändigem Umbau 1982 wurde es erneut 2011 mithilfe des Konjunkturpakets II saniert. Seit Juli 2019 steht es unter Denkmalschutz. Zuletzt wurde es mit einem Investitionsvolumen von rund vier Millionen Euro und innerhalb von vier Jahren Bauzeit durch die Stadt grundlegend saniert und im Oktober 2024 neu eröffnet. Dabei wurde der Brandschutz überholt, eine generelle LED-Beleuchtung und eine neue Bühnentechnik installiert sowie Sanitäranlagen erneuert. Manche Bereiche wurden zurückgebaut, um sie wieder an die ursprünglichen Architekturpläne anzupassen.